# Бутаков Олександр Степанович
Олекса́ндр Степа́нович Бутако́в (* 1896, Владивосток — † ?) — підполковник Армії УНР.

## Життєпис
Закінчив Хабаровський кадетський корпус, 1915 року — Михайлівське артилерійське училище. В складі 6-ї артилерійської бригади брав участь у Першій світовій війні, під час одного з боїв зазнав отруєння внаслідок газової атаки. З травня 1917 року — штабс-капітан.
В листопаді 1918 року мобілізований до 3-ї гарматної бригади (3-тя Залізна стрілецька дивізія Армії УНР). З кінця січня 1919-го — командир батареї цієї ж бригади. У лютому 1919-го бригаду переформовано в Окремий Запорізький гарматний дивізіон Запорізької бригади отамана Семосенка Дієвої армії УНР. З травня 1919-го підрозділ перетворено у 22-й Запорізький гарматний Республіканський полк Дієвої армії УНР.
На початку грудня 1919-го інтернований поляками. З 17 травня 1920 року перебував у резерві старшин, Головне артилерійське управління Дієвої армії УНР. Відомостей щодо подальшої долі нема.